# Bratřice
Bratřice är en ort i Tjeckien.   Den ligger i regionen Vysočina, i den centrala delen av landet, 80 km sydost om huvudstaden Prag. Bratřice ligger 572 meter över havet och antalet invånare är 176.
Terrängen runt Bratřice är platt, och sluttar österut.Runt Bratřice är det glesbefolkat, med 18 invånare per kvadratkilometer. Närmaste större samhälle är Pelhřimov, 18,6 km sydost om Bratřice. Trakten runt Bratřice består till största delen av jordbruksmark.